# HMS Terror
HMS Terror byla bombardovací loď postavená v roce 1813 pro Royal Navy. Její hlavní výzbroj tvořily dva těžké moždíře o ráži 13 a 10 palců (330 a 254 mm). Zúčastnila se několika bitev britsko-americké války a později byla přestavěna na polární výzkumnou loď.
V letech 1837-1838 byla součástí arktické expedice George Backa, v letech 1839–1843 Rossovy výpravy na Antarktidu, kdy po ní byla pojmenována sopka Mount Terror na Rossově ostrově. Při poslední cestě, výpravě Johna Franklina hledající severozápadního průjezdu v roce 1845, však zamrzla v ledu u severního pobřeží Ostrova krále Viléma. Celá její posádka, stejně jako posádka lodi HMS Erebus, čítající celkem přes sto mužů následně zahynula v tundře Kanadského arktického souostroví.
Nalezení vraku HMS Terror bylo oznámeno 12. září 2016, 92 km jižně od polohy, kde měla být opuštěna. Je proto možné, že část posádky později doplula ještě o něco dál.
Dne 26. dubna 2018 byly vraky plavidel Erebus a Terror britskou vládou věnovány kanadské vládě a inuitské komunitě, která měla na objevení obou plavidel klíčový podíl.
Okolnostem zániku obou lodí je věnován televizní seriál "Terror" (2018), který zobrazuje fiktivní příběh o příšeře pronásledující námořníky.